# Alte Pfarrkirche Johannes der Täufer (Vandans)

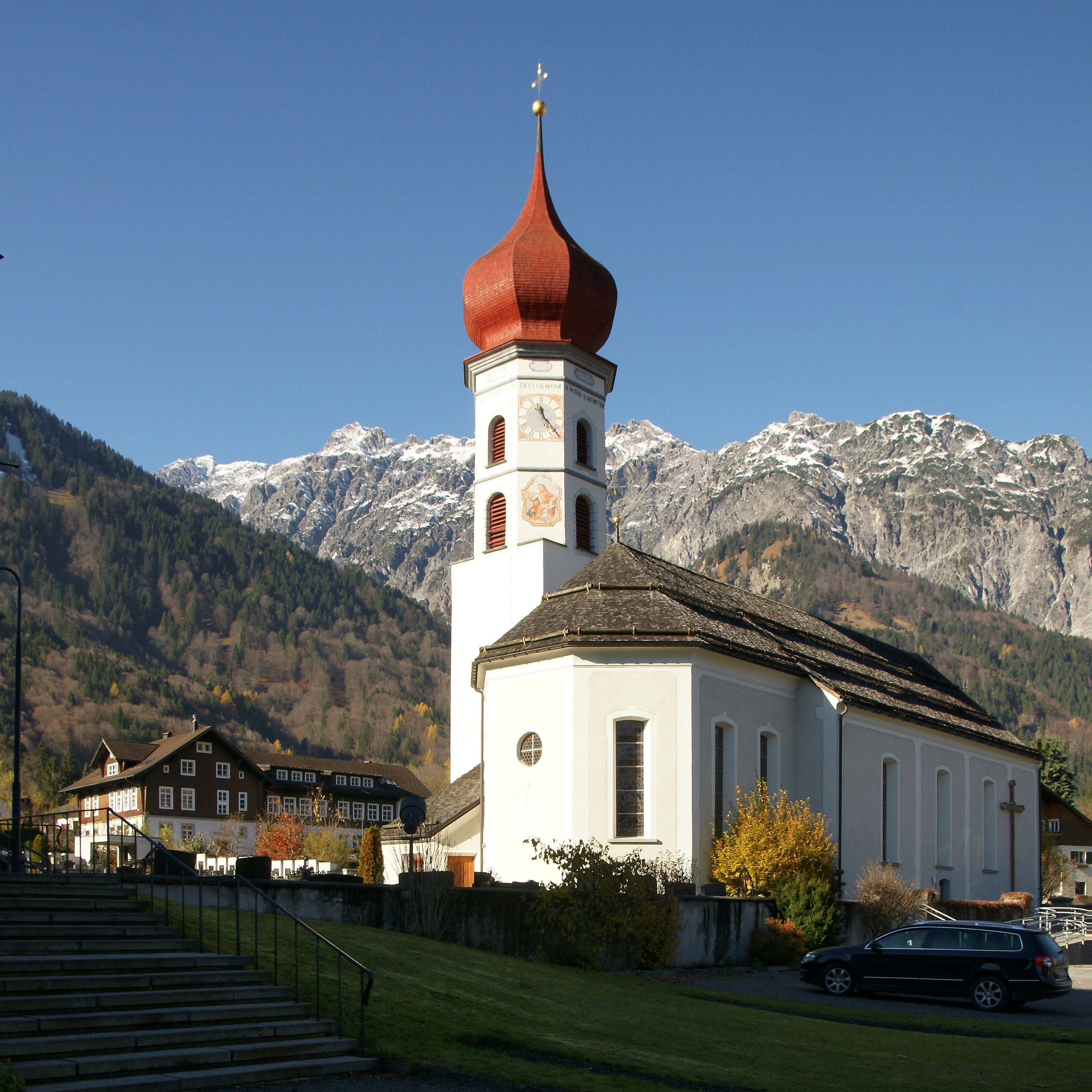
Alte Pfarrkirche Vandans

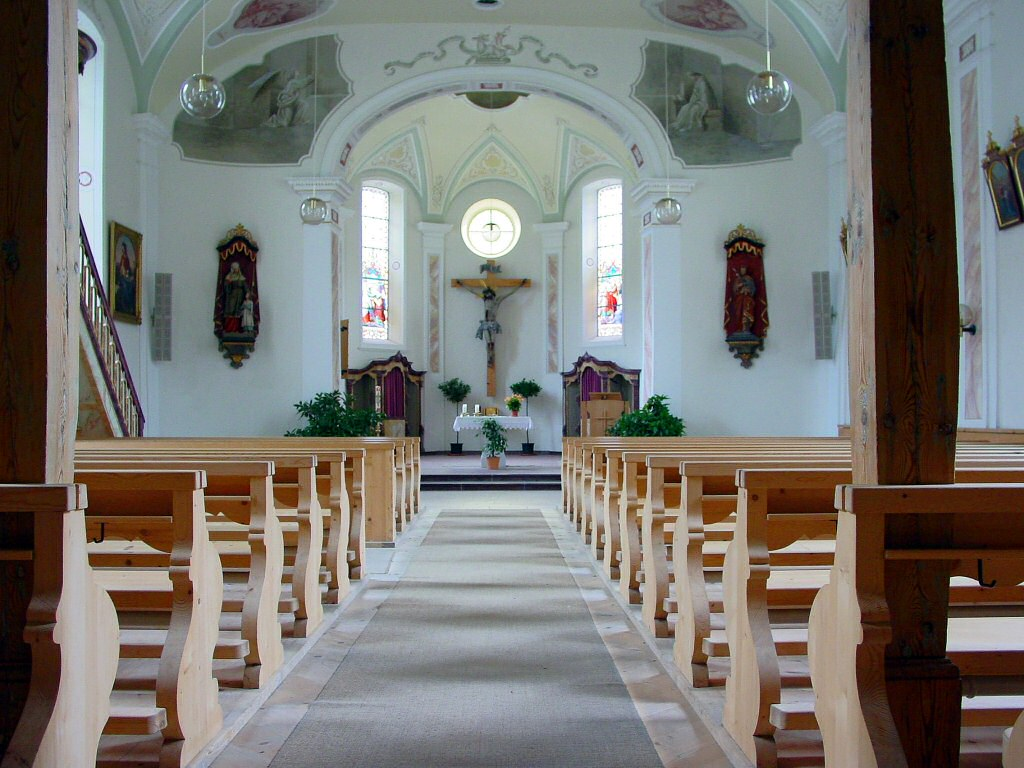
Innenraum

Die Alte Pfarrkirche Johannes der Täufer  ist eine römisch-katholische Kirche in Vandans im Montafon.
Mit dem Jahr 1479 ist eine Kapelle bekannt. Im Jahre 1519 wurde eine Kaplanei der Mutterkirche Tschagguns begonnen. Nach baulicher Vergrößerung zu einer Kirche im Jahre 1614 wurde 1651 die Kirche zur selbständigen Pfarrkirche erhoben. Unter dem Architekten Josef Burtscher wurde die Kirche im Jahre 1777 vergrößert. Nach der Errichtung der Neuen Pfarrkirche am gegenüberliegenden Friedhofsende wurde die Alte Pfarrkirche im Jahre 1960 geschlossen. Nach umfassenden baulichen Maßnahmen konnte die Kirche wieder geöffnet werden und wird jetzt als Begräbniskirche genutzt.
Die Kirche ist ein barockes Langhaus mit einem eingezogenen Chor unter einem Satteldach mit Holzschindeldeckung. Sie hat einen südlich angestellten Kirchturm mit einer Zwiebelhaube, dessen untere Geschoße einen quadratischen Grundriss haben. Die zwei obersten Turmgeschoße sind achteckig.
Bei Restaurierungsarbeiten am Kirchturm wurde im Mai 2020 in der rund zehn Kilogramm schweren blattvergoldeden Kirchturmkugel eine vermeintliche Reliquie des Apostels Jakobus neben jahrhundertealten Aufzeichnungen gefunden. Der laut der Restauratorin Beatrice Pfeifer sich in einem schlechten Zustand befindende „Schatz“ wurde an die Diözese Feldkirch übergeben, die die Echtheit des Fundes prüft.